# Samarskite
La samarskite est un minéral composé de niobotantalate naturel d'uranium, de fer et d'yttrium orthorhombique, pour la samarskite-(Y), qui doit son nom au minéralogiste russe  Vassili Samarski-Bykhovets.

## Historique
En 1839, le capitaine Vassily Samarski-Bykhovets, pas encore colonel[réf. souhaitée] dans le corps des ingénieurs des mines russes, permet au minéralogiste allemand Gustav Rose de prélever des échantillons de pierres près de Miass, dans les Monts Ilmen au sud de l'Oural. Parmi ceux-ci, se trouve la samarskite, que le chimiste russe R. Harmann propose de nommer ilmenium. Gustav Rose appelle d'abord cette pierre uranotantalum, car il pense que le tantale y est prédominant. Son frère Heinrich Rose, minéralogiste comme lui, constate en 1846-47 que la principale composante en est le niobium et pour remercier Samarski-Bykhovets, il donne à ce nouveau minéral le nom de samarskite. Plus tard, en 1879, Paul Emile Lecoq de Boisbaudran rend de nouveau hommage au capitaine russe lorsque, de cette pierre, il isole un autre élément qu'il appelle le samarium.
Il en existe deux formes :
- samarskite-(Y) de formule (YFe3+Fe2+U,Th,Ca)2(Nb,Ta)2O8[4] ou (Y,Fe3+,U)(Nb,Ta)O4[5] ;

- samarskite-(Yb) de formule (YbFe3+U)2(Nb,Ta)2O8[6],[7].

- où Y yttrium, Fe fer, U uranium, Th thorium, Ca calcium, Nb Niobium, Ta tantale, O oxygène, Yb ytterbium.

## Occurrence
La samarskite se trouve dans des pegmatites granitiques contenant des terres rares associée à d'autres minéraux rares. On la trouve en association avec la columbite, le zircon, la monazite, l'uraninite, l'aeschynite-(Y), la magnétite, l'albite, la topaze, le béryl, le grenat, la muscovite et la biotite.

## Galerie

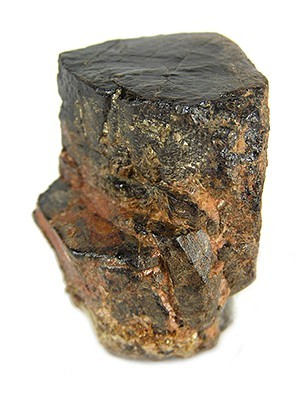
Samarskite-(Y)-75446.
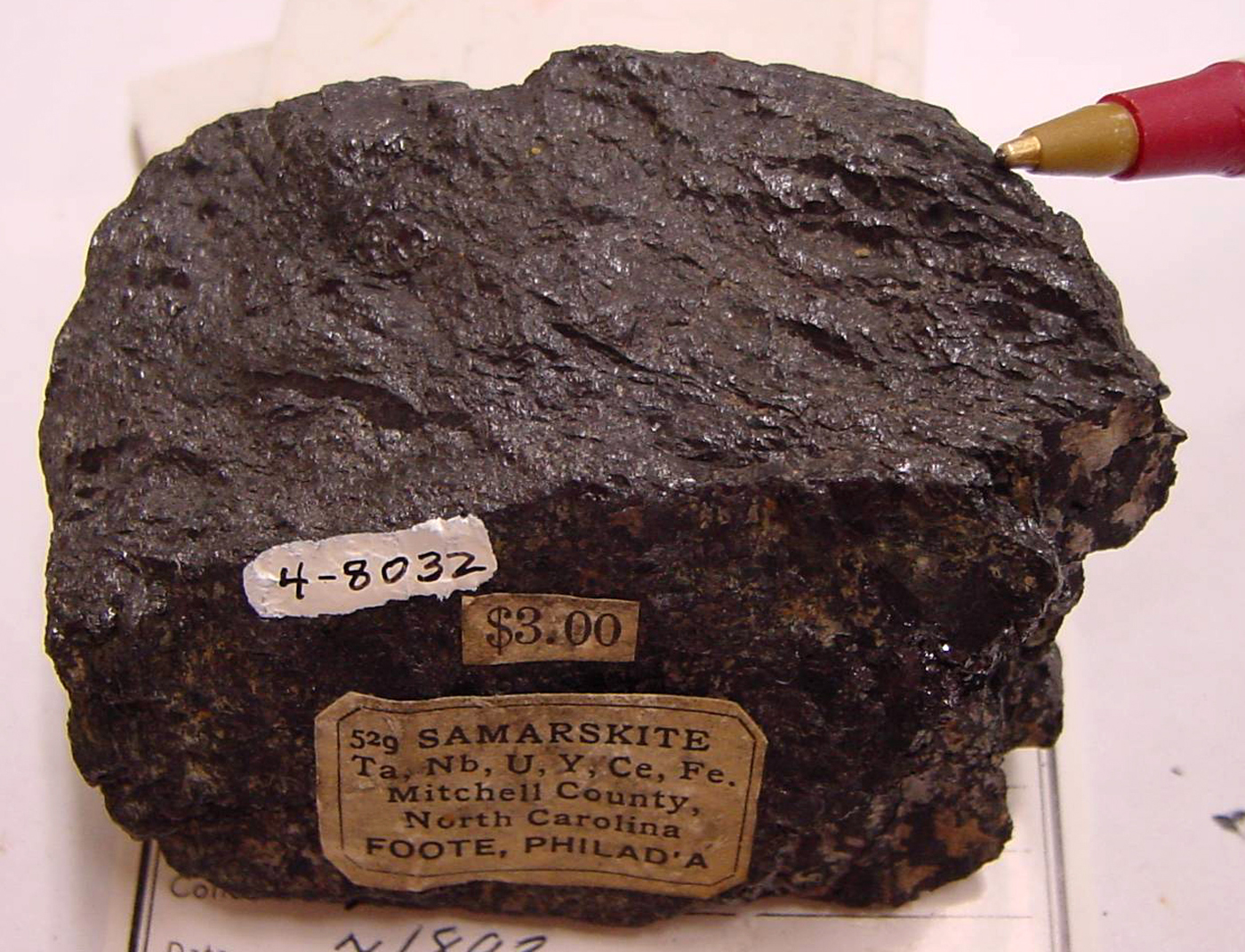
Samarskite.